# Gabriela Barreiro
Gabriela Barreiro es una política uruguaya, diputada en la Cámara de Diputados de Uruguay por el Partido Socialista de Uruguay, Frente Amplio, desde 2020, secretaria general adjunta del Partido Socialista de Uruguay y dirigente del Sindicato Único Portuario y Ramas Afines (SUPRA).
Allá de militante sindicalista, Gabriela Barreiro fue edila departamental en la Junta de Montevideo y es esposa del político Alejandro Antonelli.